# Franz Zorell
Franz Zorell ou Francisco - Franciscus Zorell, né à Ravensbourg (Royaume de Wurtemberg) le 29 septembre 1863, mort à Rome (Italie) le 14 décembre 1947, est un jésuite allemand, exégète, polyglotte et lexicographe, spécialiste du volapük, du grec, du latin, de l'araméen, du géorgien et de l'hébreu.
Franz Zorell est l'un des spécialistes mondiaux du volapük, et il a composé les paroles de  l'hymne de cette langue. Il est aussi l'auteur du Lexicon Graecum Novi Testamenti. Il a également traduit les Psaumes  depuis le texte hébreu. Il est l'auteur du Lexicon Hebraicum et Aramaicum Veteris Testamenti, dictionnaire hébreu/latin très utilisé encore de nos jours, qu'il ne put achever, et publié après sa mort par l'Institut biblique pontifical (1950).

## Biographie
Après des études pendant quatre ans chez les Jésuites au Collège Stella Matutina de Feldkirch en Autriche, puis deux ans au lycée de sa ville natale, il étudie une année les langues orientales à l'université de Tübingen. En 1882 il obtient un diplôme de Volapük  dont il devient un des spécialistes mondiaux et il compose les paroles de  l'hymne Volapük. Le 1er octobre 1884 il entre chez les jésuites au noviciat à Exaten (près de Baexem aux Pays-Bas) et achève ses études de philosophie et de théologie à Ditton Hall en Angleterre et Fauquemont (Pays-Bas). Il étudie le grec à Berlin et publie Lexicon Graecum Novi Testamenti œuvre à laquelle il consacre douze années entières  depuis 1899  et qui parut enfin en 1911. Il a alors idée de faire un second lexique biblique : Il travailla jusqu'à sa mort au Lexicon Hebraicum et Aramaicum Veteris Testamenti, un dictionnaire latin-hébreu, qu'il ne put achever. En 1899, il est rédacteur au Cursus Scripturae sacrae. Il traduit les Psaumes depuis le texte hébreu (Psalterium ex Hebraeo Latinum) avec succès. En  1928 il est professeur d'arménien et de géorgien à  l'Institut biblique pontifical de Rome où il reste jusqu'en 1944. Il connaissait vingt langues, anciennes et modernes. Il meurt à Rome en 1947.

## Œuvres
- Lexicon Hebraicum et Aramaicum Veteris Testamenti, Rome, Institut biblique pontifical, 1950.
- J. Stier, R. Schwickerath, F. Zorell, S.J., Mitgliedern derselben Gesellschaft. Freiburg im Breisgau: Herder. 1898    Bibliothek der Katholischen Pädagogik, vol. X, Freiburg i., B.: Herder, 1898.
- Grammatik zur altgeorgischen Bibelubersetzung : mit Textproben und Worterverzeichnis    1930.
- Novi Testamenti Lexicon Graecum  , Ed. P. Lethielleux 1931 Paris, 1931
- Grammaire du Grec Biblique
- Knabenbauer Josephus S.J. & Zorell Franciscus S.J. & Gietmann Gerardus S.J. - Commentarius in Proverbia, cum appendice: De arte rhythmica hebraeorum [bound together with:] Commentarius in Ecclesiasten et Canticum Canticorum
- Cornely  Rudolphus S.J. (Opus postumum edidit Franciscus Zorell S.J.) - Commentarius in Librum Sapientiae  et  Commentarius in Ecclesiasticum, cum appendice: textus Ecclesiasticus hebraeus…Parisiis, Lethielleux, 1910-1902, édition posthume.
- Knabenbauer  Josephus S.J. & Zorell Franciscus S.J. - Commentarius in Proverbia - cum appendice: De arte rhythmica hebraeorum Parisiis, Lethielleux, 1910.
- Commentarius in Isaiam prophetam, Parisiis: P. Lethielleux, (1923)
- Psalterium ex Hebraeo Latinum
- Chronica ecclesiae arbelensis ex idiomate syriaco in latinum vertit. (Orientalia Christiana VIII/4). Rome, 1927
- Die Vokalisation Des Wortes 'Rkk in Lev. 27 and Anderwarts ." Biblica 26 (1945): 112-14